# Herb Patten
Herb Patten (* 1943 in Orbost, Victoria) ist ein Elder der Koori, Maler und einer der besten Musiker des australischen Gumleaf. Gumleaf (Gummiblatt) ist eine Musik der Aborigines, bei der ein Eukalyptusblatt an die Lippen gehalten wird und durch Luftstöße Töne erzeugt werden. Er wurde im Jahre 2007 an der RMIT University zum Master of Arts by Research graduiert.
Patten stammt von den Aborigines der Yorta Yorta und Wiradjuri ab. Herb Patten sagte auf Befragen, dass sein Vorname deutschen Ursprungs ist und dass er möglicherweise wegen seiner vielfältigen Abstammungen zur Musik kam, insbesondere zur Musik des Gumleaf.
Er brachte sich diese Musik selbst im Alter von acht Jahren bei, nachdem er diese Musik bei seinem Großonkel hörte. Seit damals ist er ein leidenschaftlicher Musiker geworden, der mit Robin Ryan, Roseina Boston ein Buch über die Geschichte dieser Musikrichtung Australiens verfasste. Nach seiner Aussage war die Musikrichtung des Gumleaf zwischen den Jahren 1920 bis 1940 in Australien sehr beliebt. Patten selbst verfasste ein Buch How to play the Gumleaf mit 40 Musikstücken auf einer CD, das im Jahre 1999 verlegt wurde und ein Musik-Album Born an Aussie Son brachte er im Jahre 2002 heraus. Herb Patten spielte auf Veranstaltungen der Aborigines Advancement League. Er trat in Hongkong und auf dem Edinburgh Festival in Schottland auf und tanzte auch spontan während seiner Musikdarbietungen.
Er kam in der in Australien ausgesendeten Fernsehsendung Australia's Got Talent bis auf den zweiten Platz in der Beliebtheit des Fernsehpublikum.